# شیرعلی جورایف
شیرعلی جورایف ({{lang-uz|Sherali Joʻ؛ زادهٔ ۱۲ آوریل ۱۹۴۷) خواننده، ترانه‌سرا، شاعر و بازیگر ازبکستانی است. او تقریباً چهار دهه است که یک چهره تأثیرگذار در زندگی فرهنگی ازبکستان بوده‌است. بسیاری از مشهورترین کارهای او مربوط به دهه‌های ۱۹۸۰ و ۱۹۹۰ است.
اشعار جورایف تأثیرات گوناگون سیاسی، اجتماعی، فلسفی و ادبی را در خود جای داده‌است. برخی از اشعار او بخشی از واژگان روزمره ازبکی شده‌است. در حالی که جورایف معمولاً هم موسیقی و هم اشعار ترانه‌هایش را می‌نویسد، از ابیاتی از اشعار علی‌شیر نوایی، بابر، جامی و مولانا نیز در ترانه‌های خود استفاده کرده‌است. 

## سیاست:
وی از سال ۱۹۹۰ تا ۱۹۹۵ نماینده مجلس عالی ازبکستان بود. از سال ۲۰۰۲، مقامات دولتی ازبکستان حضور جورایف در تلویزیون و رادیو ازبکستان را ممنوع کردند. او به دلیل اظهارات انتقادی خود در مورد وضعیت سخت اقتصادی در این کشور مورد توجه دولت ازبکستان قرار گرفت. در سال ۲۰۱۷، یک سال پس از مرگ اسلام کریم‌اف، جورایف برای مدت کوتاهی در تلویزیون دولتی نشان داده شد.

## جوایز:
جورایف برنده ده‌ها جایزه و نامزدی از جمله عنوان هنرمند مردمی اتحاد جماهیر شوروی ازبکستان (۱۹۸۷) شده‌است.